# ISO 3166-2:SL
ISO 3166-2:SL是塞拉利昂的ISO 3166-2代码。塞拉利昂为該國的1个地区和4个省定义了ISO 3166-2代码。每个ISO 3166-2:SL代码由两部分组成，當中用一个连字符隔开。第一部分是SL，第二部分是一个字母。

## 代码
| SL-W  | 西部區 |
| SL-E  | 東方省 |
| SL-N  | 北方省 |
| SL-S  | 南方省 |
| SL-NW | 西北省 |